# Kučaj
Les monts Kučaj (en serbe cyrillique : Кучај), également connus sous le nom de Kučajske planine (Кучајске планине), sont une montagne de l'est de la Serbie. Ils culminent au mont Velika Tresta qui s'élève à une altitude de 1 284 m. Ils font partie de l'ensemble montagneux des Carpates serbes.

## Géographie

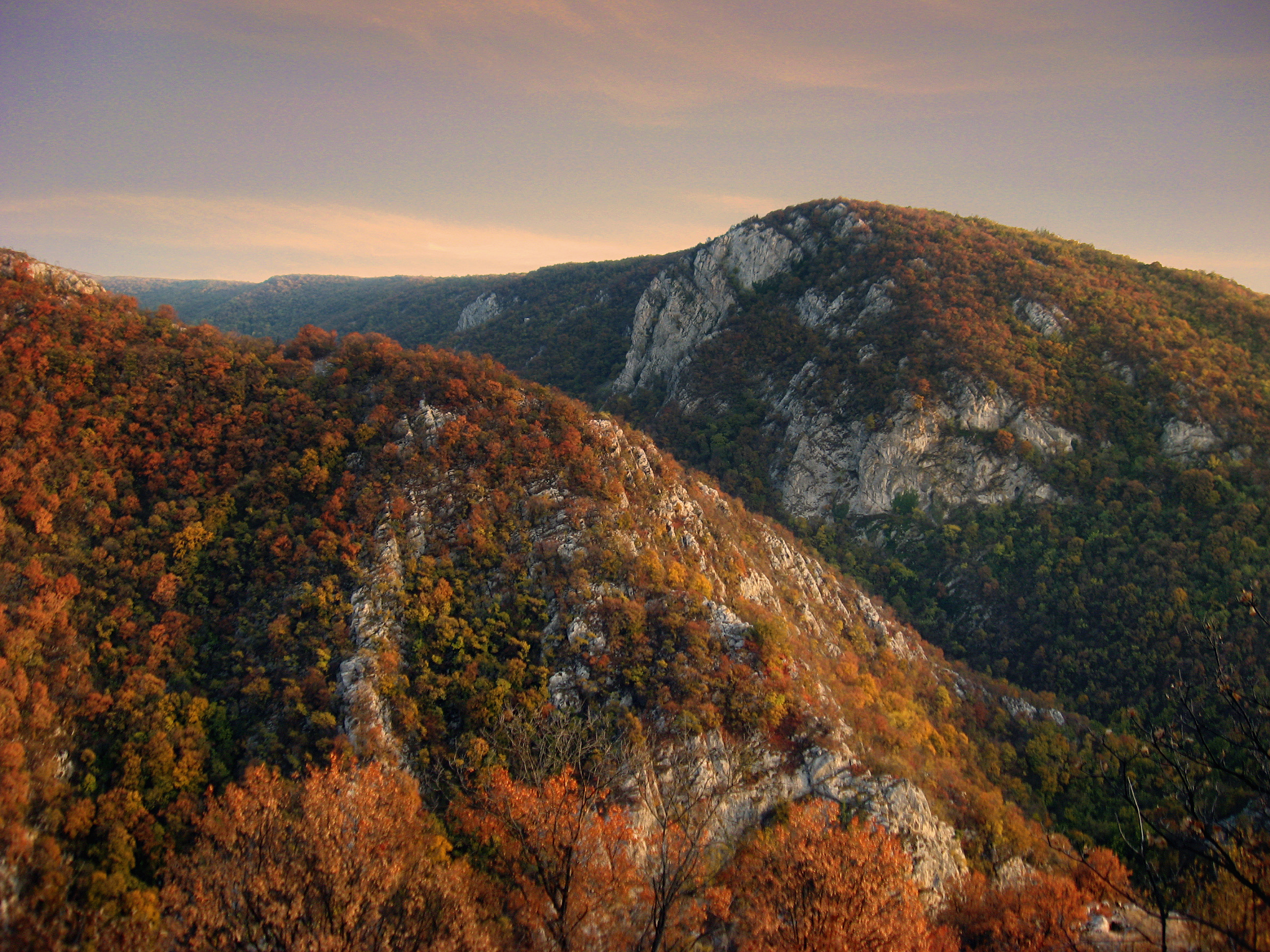
Vue des monts Kučaj

Les monts Kučaj forment un ensemble montagneux karstique qui, par sa superficie, est le plus important du pays après celui des Alpes dinariques serbes. Outre la Velika Tresta, les autres sommets les plus élevés de l'ensemble sont le Koprivno brdo (1 063 m) et le Pozerak (1 049 m), qui se trouvent respectivement près de Senjski Rudnik et de Resavica.

## Hydrographie et relief
Les monts Kučaj se trouvent au centre d'un important réseau hydrographique formé par le Crni Timok (le « Timok noir »), la Velika Morava, la Resava, la Beljevina et la Zlotska (sr). Le soubassement carbonaté et le karst provoquent une irrégularité dans le cours des rivières qui, parfois, disparaissent dans le sol pour resurgir un peu plus loin. On y trouve un certain nombre de vallées sèches, parmi lesquelles on peut citer celles de Dubašnica, de Žljebura, ainsi que le canyon de Lazare. Ces vallées comptent de nombreuses grottes, dont les plus importantes sont celles de Lazareva (alias Zlotska), de Ravanička, de Bogovinska, de Vernjikica et de Dubašnica.

## Flore
La flore se caractérise par un grand nombre d'espèces endémiques. Parmi les arbres les plus fréquemment rencontrés figurent le chêne et, notamment, le chêne de Hongrie et le lila. Dans les canyons, on trouve des forêts mixtes de hêtres, de sapins, de chênes, de frênes, de noyers, de noisetiers et de pins noirs.

## Monastères
La région des monts Kučaj est parfois appelée « le mont Athos de la Resava » en raison des 12 monastères qu'elle comptait au Moyen Âge. De ces établissements fondés par le despote serbe Stefan Lazarević, il ne subsiste aujourd'hui que ceux de Manasija, Ravanica et Sisojevac.